# Accidente del Volcán de Tamasite en Las Palmas de Gran Canaria

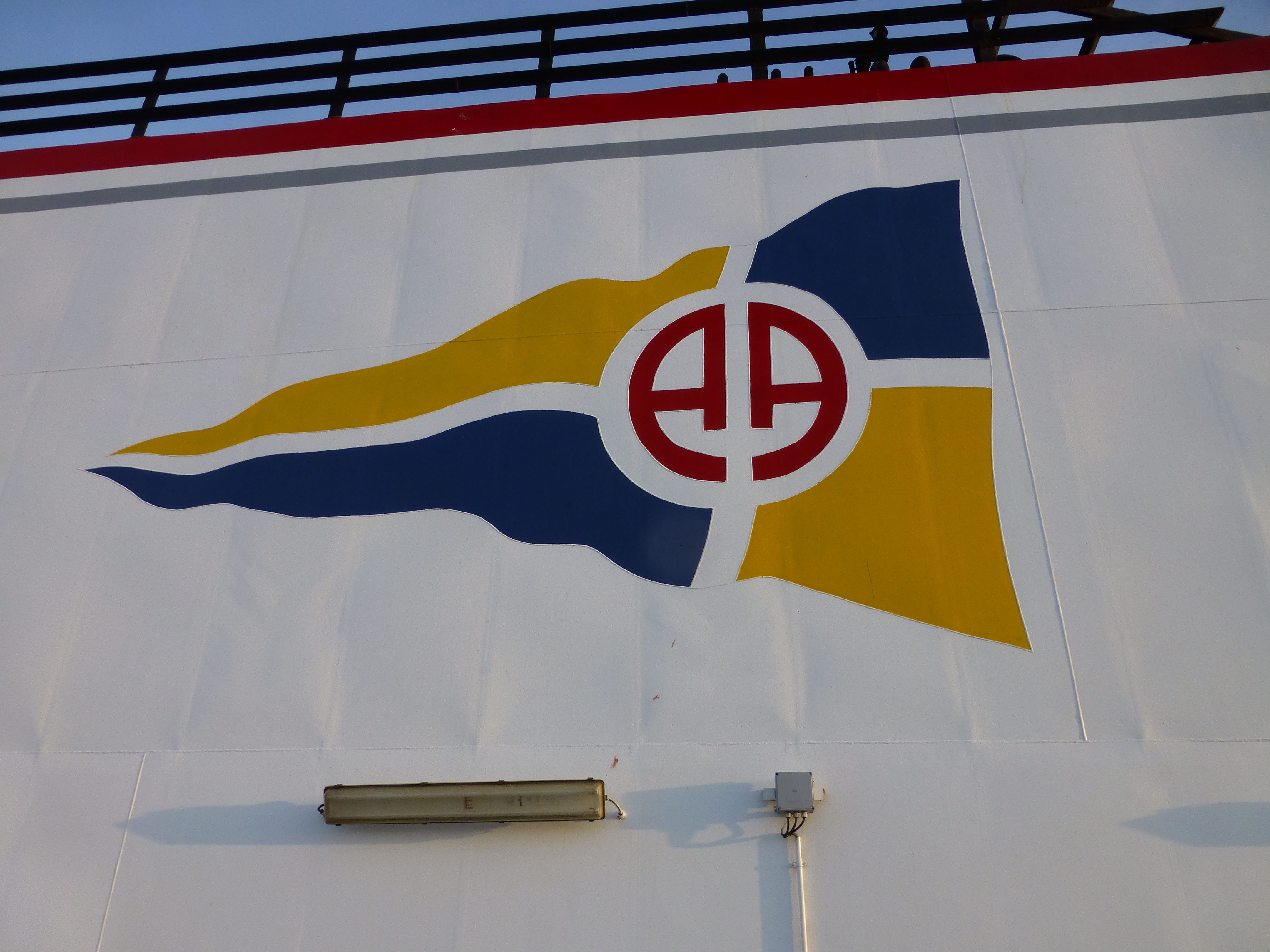
Distintivo de Naviera Armas

El accidente del Volcán de Tamasite en Las Palmas de Gran Canaria se produjo aproximadamente a las 20:20 horas (UTC±00:00) del 21 de abril de 2017. El ferri de la compañía Naviera Armas, Volcán de Tamasite, colisionó contra el espaldón del muelle de La Esfinge, también conocido como muelle Nelson Mandela, del puerto de Las Palmas (Canarias, España).
Se produjeron daños materiales en el dique del muelle, lo que provocó a su vez daños ambientales, ya que se rompieron las tuberías de combustible de la compañía Oryx. Se calcula que se derramaron entre 100 000 y 200 000 litros de gasoil. Hubo 13 heridos y ningún fallecido.

## Accidente
El ferri Volcán de Tamasite chocó contra el espaldón del muelle de La Esfinge, provocando el derrumbamiento del mismo. El buque partía hacia el puerto de Santa Cruz de Tenerife cuando, a los 13 minutos de salir del puerto de Las Palmas, el generador de energía se detuvo. Los suministros de energía de emergencia no se activaron, haciendo que el capitán perdiera el gobierno del barco. La tripulación intentó parar el ferri tirando el ancla pero continuó girando a babor hasta que chocó contra el dique de La Esfinge.
Unos minutos después de la colisión, el navío logró recuperar el control y consiguió entrar en el Puerto, acompañado por dos remolcadores de la compañía Boluda.
Dentro del navío viajaban 140 pasajeros y 33 tripulantes. Trece de los pasajeros resultaron heridos por la fuerza del impacto, que provocó un gran estruendo en el interior. Según el Centro Coordinador de Emergencias y Seguridad (Cecoes), estas 13 personas tuvieron que ser atendidas por razones de carácter leve. Nueve de ellas por crisis de ansiedad, uno por cervicalgia y una mujer embarazada que sufrió una crisis nerviosa.
Mientras el navío se dirigía hacía el dique, varios operarios de la petrolera Oryx se encontraban en la zona suministrando combustible a otro navío. Los coches de estos quedaron aplastados por el derrumbamiento del espaldón. El presidente de la Autoridad Portuaria, Luis Ibarra, señaló que «justo un minuto antes había gente en los vehículos que al final quedaron aplastados» y se acercó al lugar para conocer de primera mano el alcance del accidente.

## Consecuencias

### Consecuencias materiales

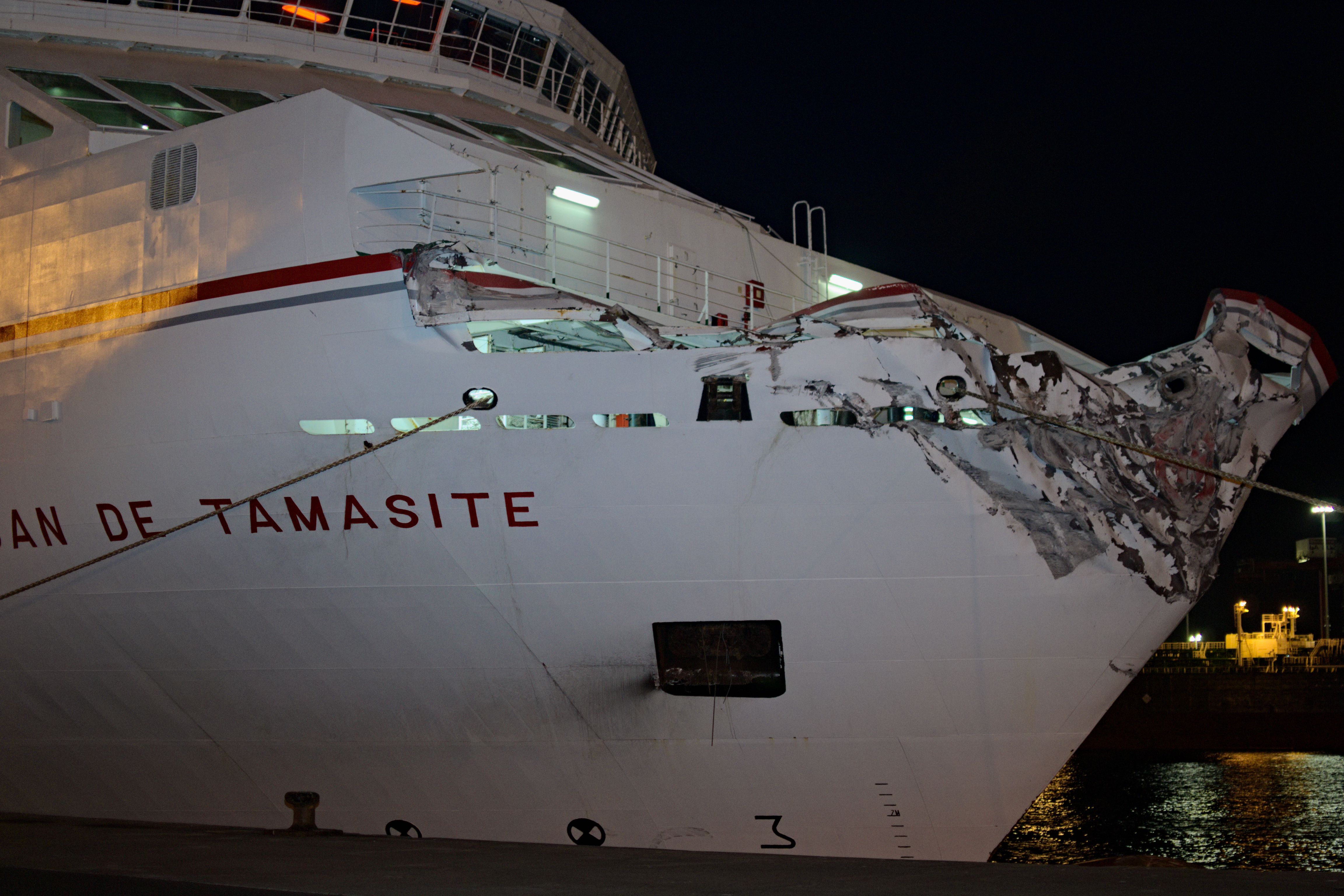
Daños provocados en la proa

Los daños materiales se han producido en el navío y en el dique. Tanto la proa como su bulbo quedaron destrozados por el impacto contra el espaldón del dique. Tras desembarcar los pasajeros, el barco se trasladó al muelle Cambulloneros para proceder a su reparación. También se ha abierto una investigación para averiguar por qué se produjo el fallo de energía.
La colisión dañó aproximadamente 10 metros del dique y rompió las tuberías de la empresa petrolera Oryx. Luis Ibarra, presidente de la Autoridad Portuaria de Las Palmas, estimó que las obras durarán cuatro meses y que «no se prevé que se tenga que detener la operatividad». La infraestructura de tuberías de Oryx, aptas para dotar de combustible a los buques Suezmax, quedó destruida, por lo que la empresa tendrá que readaptar el suministro de combustible.

### Consecuencias medioambientales
El impacto del ferri causó la rotura de las tuberías de combustible de la compañía Oryx, produciendo un derrame de 100 000 a 200 000 litros de gasoil.
La Consejería de Política Territorial y Sotenibilidad y Seguridad del Gobierno de Canarias activó el Plan Específico de Contingencias por Contaminación Marina Accidental (PECMAR) seis horas después del incidente, declarando el nivel 1 por «contaminación marina accidental». También convocó al Centro Coordinador Operativo (Cecop) para interrumpir la actividad de la desaladora de Las Palmas de Gran Canaria como medida preventiva; esto provocó el corte temporal del suministro de agua en el barrio de Jinámar.
La madrugada del mismo día se reunieron responsables del Cabildo de Gran Canaria, representantes de los ayuntamientos y los cuerpos de la Policía Local de Las Palmas de Gran Canaria y Telde, varios bomberos del Cuerpo de Bomberos de Las Palmas de Gran Canaria, representantes de Emalsa y varios sectores del Gobierno de Canarias: Salud Pública, Medio Ambiente y la Dirección General de Seguridad y Emergencias. En esta reunión se decretó la ampliación del plan de emergencia a nivel insular.